# La noche con Fuentes y Cía
La noche... con Fuentes y cía va ser un late show de televisió produït per Globomedia i emès per la cadena espanyola Telecinco entre 2001 i 2005.

## Format
Seguint la fórmula dels programes denominats Late Night, l'espai combinava entrevistes a personatges coneguts pel conductor del programa, impregnades sempre d'un to humorístic, amb actuacions d'un grup de còmics habituals en el programa.
Es va tractar de la primera experiència com a presentador en solitari de Manel Fuentes després del seu pas per Crónicas marcianas, i se saldà amb un rotund èxit de crítica i audiència.

## Els còmics
- Bermúdez (2001-2004).
- Pablo Motos (2001-2002)
- Santi Rodríguez (2001-2004).
- Enrique San Francisco (2001-2004).
- Agustín Jiménez (2002-2005).
- Quequé (2002-2005).
- Eva Hache (2004-2005).
- Ángel Martín (2005).

## Invitats
Entre les més de 150 entrevistats es troben personatges del món de:
- La Música: Julio Iglesias, Alejandro Sanz, David Bisbal, Estopa, George Michael, Enrique Iglesias, Rosario Flores, Mónica Naranjo, Paulina Rubio, Joan Manuel Serrat, Joaquín Sabina, Chayanne, Alaska, Marta Sánchez, Isabel Pantoja, Raphael…
- L'esport: Ronaldo, Fernando Alonso, Pau Gasol, Jesús Gil y Gil, Fernando Romay…
- El periodisme: Javier Sardá, Iñaki Gabilondo, Pedro J. Ramírez, Luis del Olmo, Concha García Campoy, Carlos Herrera, Olga Viza…
- El cinema: Alejandro Amenábar, Pedro Almodóvar, Antonio Banderas, Concha Velasco, Aitana Sánchez-Gijón, Sara Montiel, Victoria Abril…
- La televisió: Emilio Aragón, Nuria Roca, Mamen Mendizábal, Carmen Machi, Paco León, Amparo Baró, Fernando Tejero, Beatriz Carvajal, Imanol Arias, Paz Padilla, Carmen Sevilla, Luis Merlo…
- La política: José Luis Rodríguez Zapatero, Esperanza Aguirre, Felipe González…

## Escenari
El programa es gravava íntegrament al Teatro Alcázar, de Madrid.

## Audiències
El rècord d'audiència es va batre el 30 de març de 2003, en aconseguir-se 1.901.000 espectadors i un 32,3% de quota de pantalla.

## Premis
- Premis Ondas 2002: Nacionals de televisió: Millor programa especialitzat (Guanyador).
- Premis Iris
  - 2001: Millor Programa Entreteniment (Guanyador).
  - 2002: Millor Programa d'Entreteniment (Nominat).
  - 2002: Millor Comunicador de Programes d'Entreteniment (Manel Fuentes) (Nominat).
  - 2003: Millor Programa d'Entreteniment (Nominat).
  - 2002: Millor Comunicador de Programes d'Entreteniment (Manel Fuentes) (Nominat).
- TP d'Or: 
  - Manel Fuentes nominat com a Millor Presentador a les edicions de 2001, 2002 i 2003.